# Tariefcommissie
De Tariefcommissie te Amsterdam, geregeld in de Tariefcommissiewet, was een onderdeel van de Nederlandse rechterlijke organisatie. De Tariefcommissie had rechtsmacht in geschillen over tarieven van verschuldigde invoerrechten. Een uitspraak van de Tariefcommissie was niet vatbaar voor hoger beroep of beroep in cassatie.
Het bekende arrest Van Gend en Loos (1963) is ontstaan uit een verwijzing van de Tariefcommissie
naar het Hof van Justitie van de Europese Gemeenschappen. Drie soortgelijke zaken zijn daarna gevoegd in het arrest Da Costa en Schaake (1963). In dat arrest speelt een rol dat de Tariefcommissie recht sprak in eerste aanleg zonder hogere voorziening.

## Douanekamer (Gerechtshof Amsterdam)
De Tariefcommissiewet is bij wet van 27 september 2001 ingetrokken, waarbij de Tariefcommissie per 1 januari 2002
is opgegaan in de nieuw gevormde Douanekamer van het Gerechtshof Amsterdam. Dit ging gepaard met een aantal veranderingen:
- Het beroep bij de Tariefcommissie is vervangen door beroep bij de Douanekamer van het gerechtshof te Amsterdam.
- De rechtsmacht in geschillen over bij invoer geheven belastingen is overgeheveld van de gerechtshoven naar het gerechtshof te Amsterdam.
- Tevens is voorzien in de mogelijkheid van beroep in cassatie tegen uitspraken in douanezaken.

## Douanekamer (Rechtbank Noord-Holland)
Met de Wet belastingrechtspraak in twee feitelijke instanties is bij de rechtbank van Haarlem, tegenwoordig de Rechtbank Noord-Holland, een douanekamer ingesteld.